# Port lotniczy Thornhill
Port lotniczy Thornhill (ICAO: FVTL, IATA: GWE) – wojskowy port lotniczy położony w Gweru, w Zimbabwe. 